# الکساندر ایهناتنکو
الکساندر ایهناتنکو (روسی: Александр Викторович Игнатенко؛ زادهٔ ۱۷ آوریل ۱۹۹۳) بازیکن فوتبال اهل اوکراین است.